# Huizinge
Huizinge (Gronings: Hoezen) is een klein wierdedorp in de gemeente Eemsdelta in de provincie Groningen in Nederland. Het dorp ligt vlak bij de Eemshavenweg. Het heeft 105 inwoners. Huizinge is een beschermd dorpsgezicht.

## Geschiedenis
Huizinge is een oud wierdedorp in Groningen, waarvan de wierde dateert uit de Late IJzertijd of Romeinse tijd en is gelegen op een oude kwelderwal. Het wordt al in de 9e eeuw genoemd in een goederenlijst van de abdij van Fulda, samen met Middelstum. Oude namen voor het dorp zijn 'Hustinga', 'Husdingun', 'Husdongon', 'Husdungum', 'Husdingen' en 'Huizinghe'. De betekenis is afgeleid van 'dinge' of 'dynge' ("braakliggend land" of "nieuw ontgonnen land") en 'hûs' (huis; geslacht). De wierde van Huizinge is net als bijvoorbeeld die van Walsweer rechthoekig. Die vorm zou samenhangen met het gegeven dat de wierde later is opgeworpen op een kwelderwal in de boezem van de voormalige Fivel en zich naar deze kwelderwal vormde. Midden op de wierde staat de 13e-eeuwse hervormde kerk. Aan west- en noordwestzijde van de kerk is de wierde deels afgegraven. De bebouwing is sinds 1830 nauwelijks veranderd; alleen aan noordzijde heeft er enige verdichting en vervanging van de huizen plaatsgevonden. Boerderij Melkema buiten het dorp wordt reeds genoemd vanaf de 14e eeuw en vormde in de 18e eeuw een doopsgezind bolwerk. Hier woonden de voorouders van de bekende historicus  Johan Huizinga. In de 19e eeuw is er een vermaning geweest in het dorp.
Aan westzijde van het dorp ligt aan de Hoofdweg het oude haventje, dat in 1917 werd vergroot.

### Aardbeving
In 2012 kwam Huizinge in het landelijke nieuws in verband met de gaswinningsproblematiek in Groningen. Op 16 augustus van dat jaar vond er de zwaarste door aardgaswinning veroorzaakte aardbeving plaats. Onder meer de monumentale boerderij Melkema werd daarbij zwaar beschadigd.
| Demografische ontwikkeling tussen 1795 en 2018                      |
| ------------------------------------------------------------------- |
|                                                                     |
| ■ Data afkomstig van volkstellingen.nl ■ Data afkomstig van het CBS |

## Gebouwen

### Kerken, pastorie en diaconiewoningen
De huidige Janskerk, oorspronkelijk vernoemd naar Johannes de Doper dateert uit het tweede kwart van de dertiende eeuw. Het is een van de best bewaarde romanogotische kerken in de provincie. De huidige kerk is overigens niet de eerste. Er heeft ten minste een eerdere kerk gestaan, waar aan het einde van de twaalfde eeuw de latere abt van het klooster Bloemhof in Wittewierum, Emo van Bloemhof pastoor was. De lage toren dateert uit de 14e eeuw. In 1847 werd gepoogd deze te verhogen, maar in 1868 werd deze opbouw weer weggehaald en vervangen door een tentdak. In de toren hangen twee klokken; een uit 1452 en een uit 1950. De kerk werd gerestaureerd tussen 1960 en 1963 en is eigendom van de Stichting Oude Groninger Kerken.
De hervormde pastorie en kosterij (Torenstraat 8) werd in 1979 afgebroken, waarbij een aarden kan met gouden en zilveren munten en wat sieraden tevoorschijn kwam die waarschijnlijk in 1596 werd begraven en tegenwoordig deels in het Groninger Museum wordt tentoongesteld. Een nieuwe pastorie werd in 1940 gebouwd aan de E.L. Ubbensweg 13 in de stijl van de Amsterdamse School naar ontwerp van Sietze Albert Veenstra.
Na de instelling van de godsdienstvrijheid werd in 1815 aan de Marialaan een doopsgezinde vermaning gebouwd, die echter reeds in 1863 werd afgebroken nadat er een nieuwe vermaning in het nabijgelegen Middelstum was gebouwd. De bijbehorende paardenstal uit 1815 werd echter omgebouwd tot een dubbelhuis. De doopsgezinde voorganger woonde in het 18e-eeuwse huis aan de Torenstraat 10.

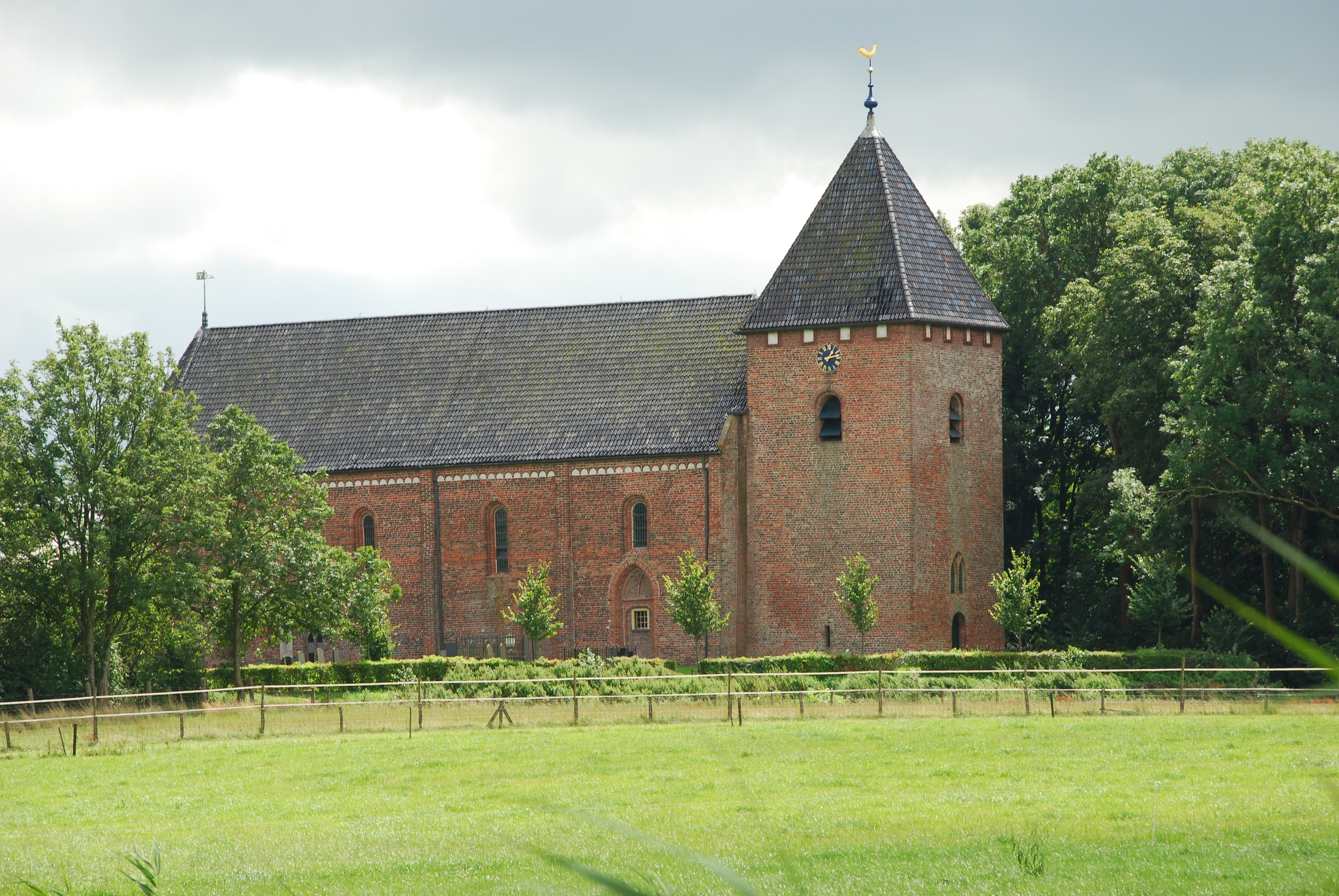
De Janskerk van Huizinge
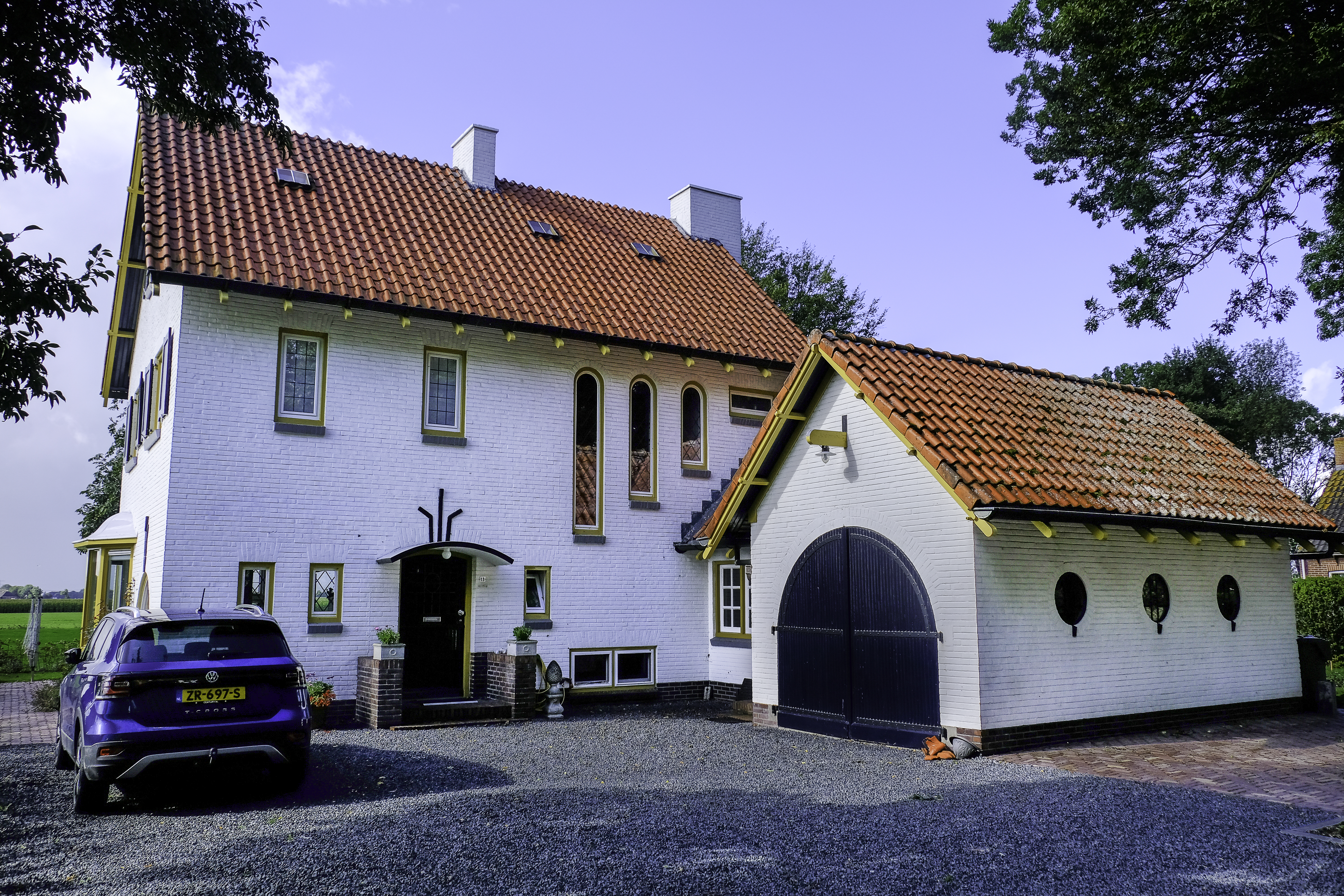
Voormalige hervormde pastorie
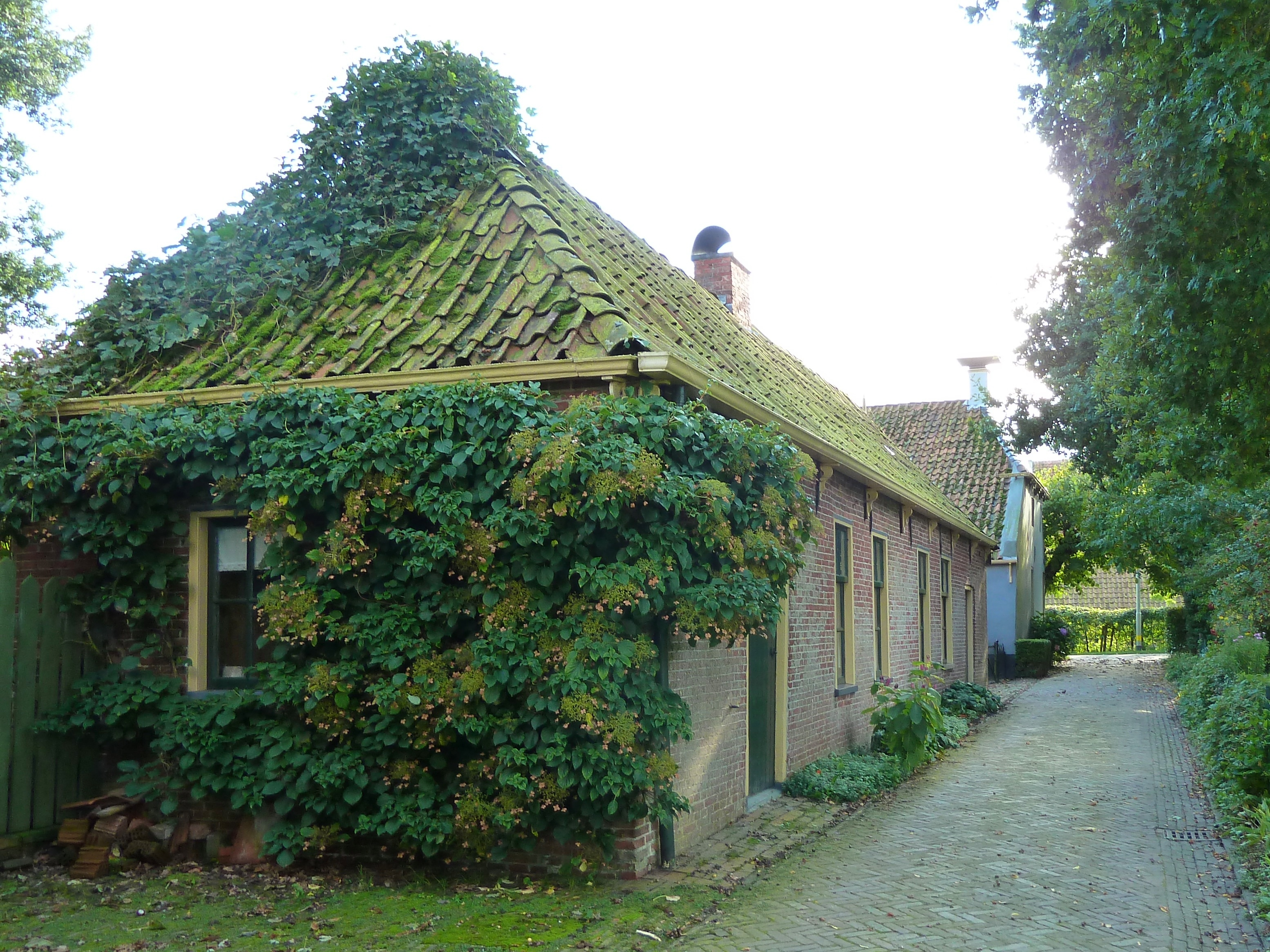
Verbouwde paardestal van de vermaning aan de Marialaan. Op de achtergrond de pastorie.

### Borg
Ten noordwesten van het dorp, in het verlengde van de landweg naast de boerderij Framaheerd aan de Hoofdweg 2, stond vroeger de Fraamborg (ook Feradema, Ferawema en Frame). Deze werd in de 14e eeuw gebouwd en vormde eeuwenlang een belangrijke borg. Een bekende borgfamilie was Coenders. De bekendste bewoner was de Groninger bestuurder en alchemist Berend Coenders van Helpen (ook Barend of Bernhard), die de borg sterk uitbreidde en veel politieke macht had. Moest hij in 1643 nog vluchten bij een mislukte staatsgreep in de stad Groningen, in 1668 wist hij het tot president van de Ommelanden te schoppen. Zijn proeven met alchemie leidden tot een conflict met de lokale dominee Dirk Hamer (Didericus Hamerus), die vervolgens door zijn toedoen als gelijktijdig rechter en aanklager werd veroordeeld voor valsemunterij. De dominee werd bij verstek ter dood veroordeeld, een straf die later werd omgezet in levenslange verbanning, waarbij diens goederen werden verkocht. De borg werd na 1713 en wellicht (volgens een overlevering) in 1738 gesloopt. Bij egalisaties in 1921 werden nog restanten van de alchemieproeven van Barend Coenders aangetroffen. In 1959 werd het borgterrein volledig geëgaliseerd, zodat tegenwoordig niets meer resteert in het landschap.

### Molen

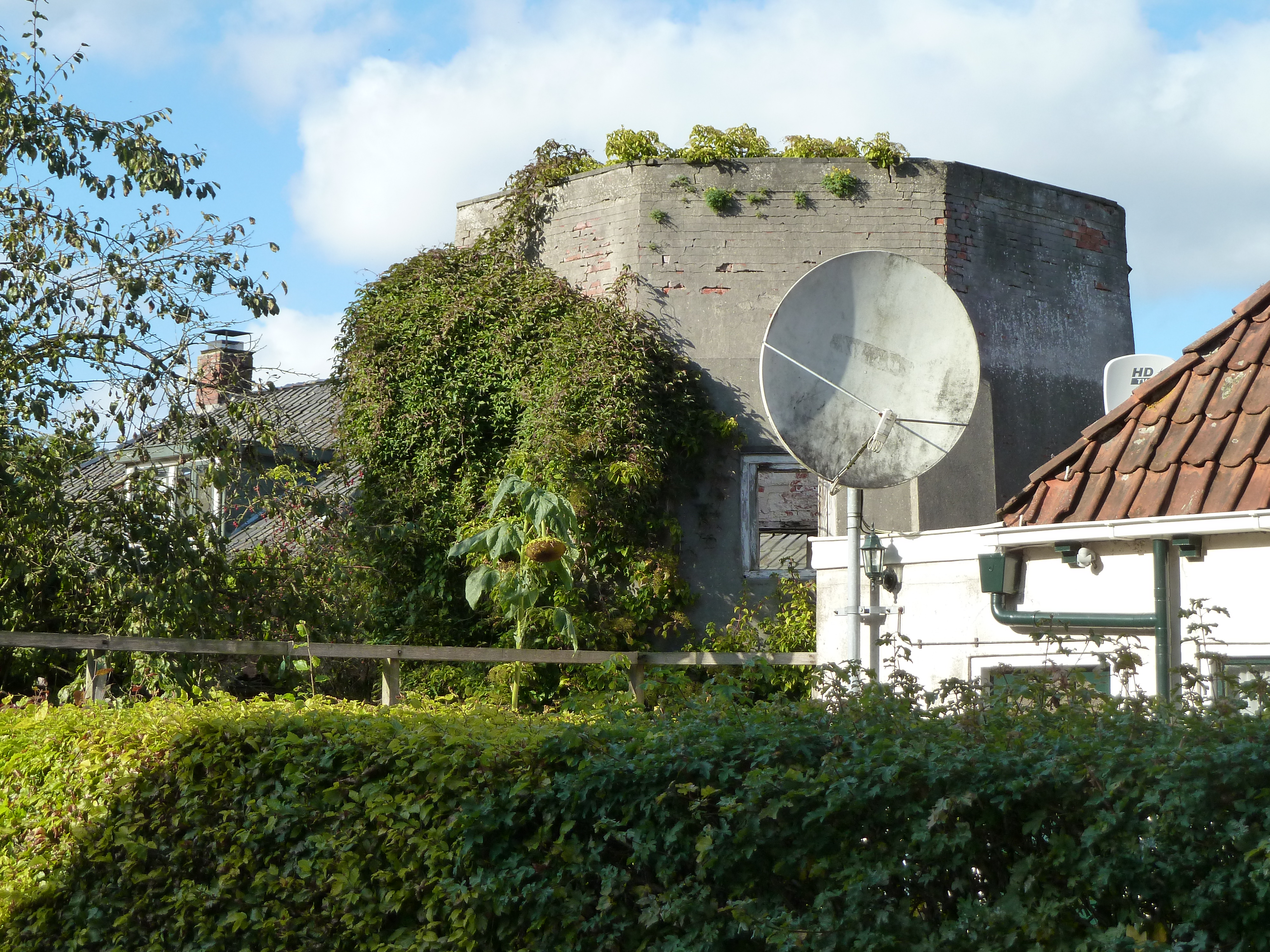
Restant van de korenmolen van Huizinge

Huizinge had vroeger een koren- en pelmolen, die ergens voor 1828 werd gebouwd en in 1865 verbrandde, waarop hetzelfde jaar een nieuwe korenmolen werd gebouwd, die in 1896 werd ontmanteld. De bovenbouw werd toen verplaatst naar Yde, waar deze herrees als korenmolen De Windlust (in 1961 gesloopt). De onderbouw van de Huizingse korenmolen kreeg later een puntdakje en er werd een bronsmotor geplaatst. Ergens eind 20e eeuw werd ook dit dakje verwijderd en staat alleen het deels overgroeide onderstel er nog te vervallen.

### Brug
In mei 2014 is een voetgangersbrug gebouwd over het Huizinger Maar. De brug is behalve de leuningen gemaakt van hergebruikt hout.

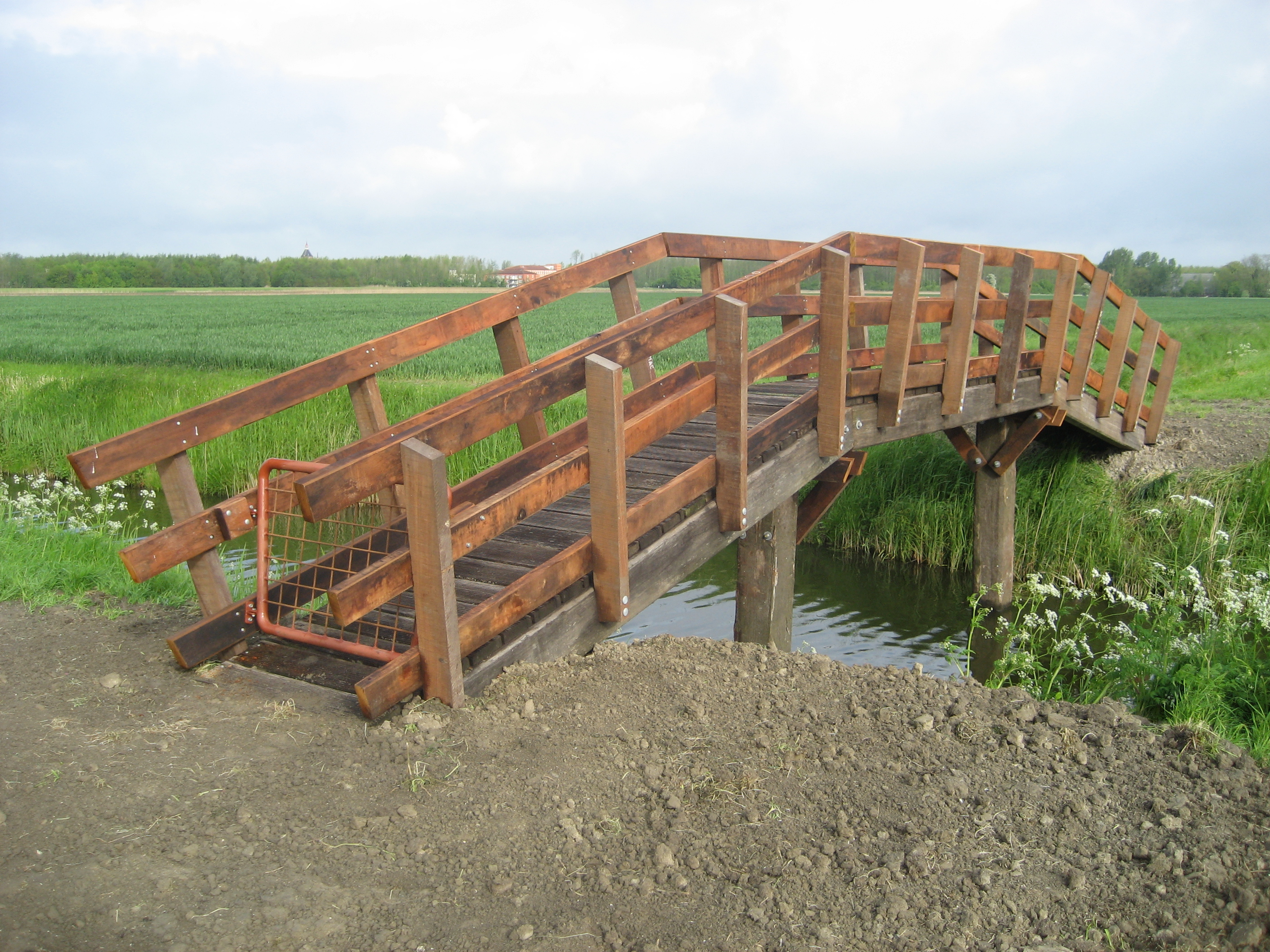
Brug over het Huizinger Maar, gebouwd in mei 2014.

### Andere gebouwen
In 1877 werd aan de Torenstraat het dorpsschooltje  't Ol Schoultje (tegenwoordige naam) gebouwd, die echter reeds in 1923 weer werd gesloten, vanaf 1940 werd gebruikt als hervormd verenigingsgebouw (toen door hals verbonden met kosterswoning), in 1968 werd uitgebouwd naar achteren (toiletten) en tegenwoordig in gebruik is als dorpshuis. De onderwijzerswoning is een oude rentenierswoning uit 1847 iets verderop in de straat. Aan de Marialaan staat een in 1835 gebouwd complex van vier (hervormde) diaconiewoningen (gasthuis), die blijkens een gevelsteen werden opgericht voor arme weduwen en wezen.

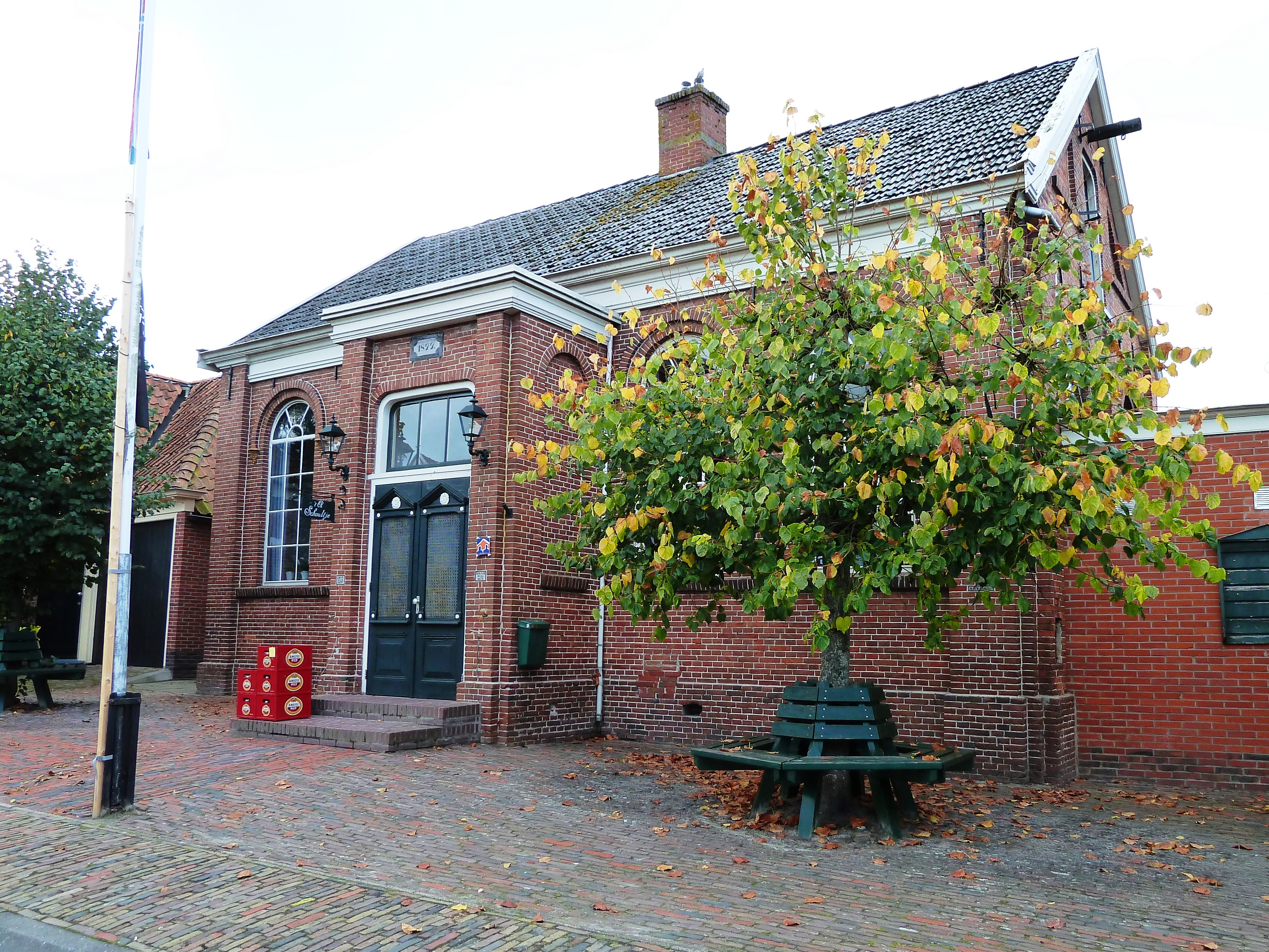
Voormalige dorpsschool, nu dorpshuis
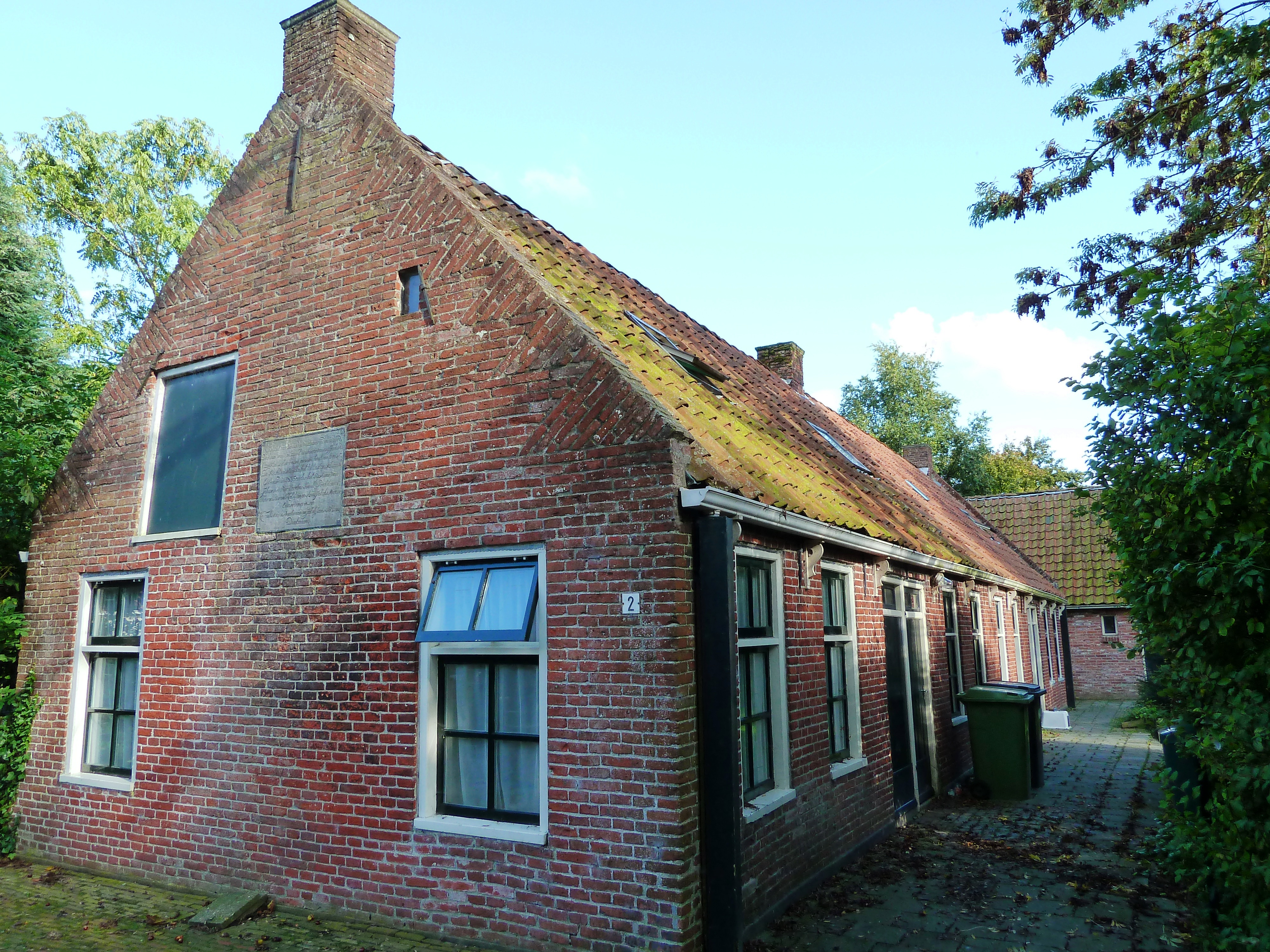
Diaconiewoningen
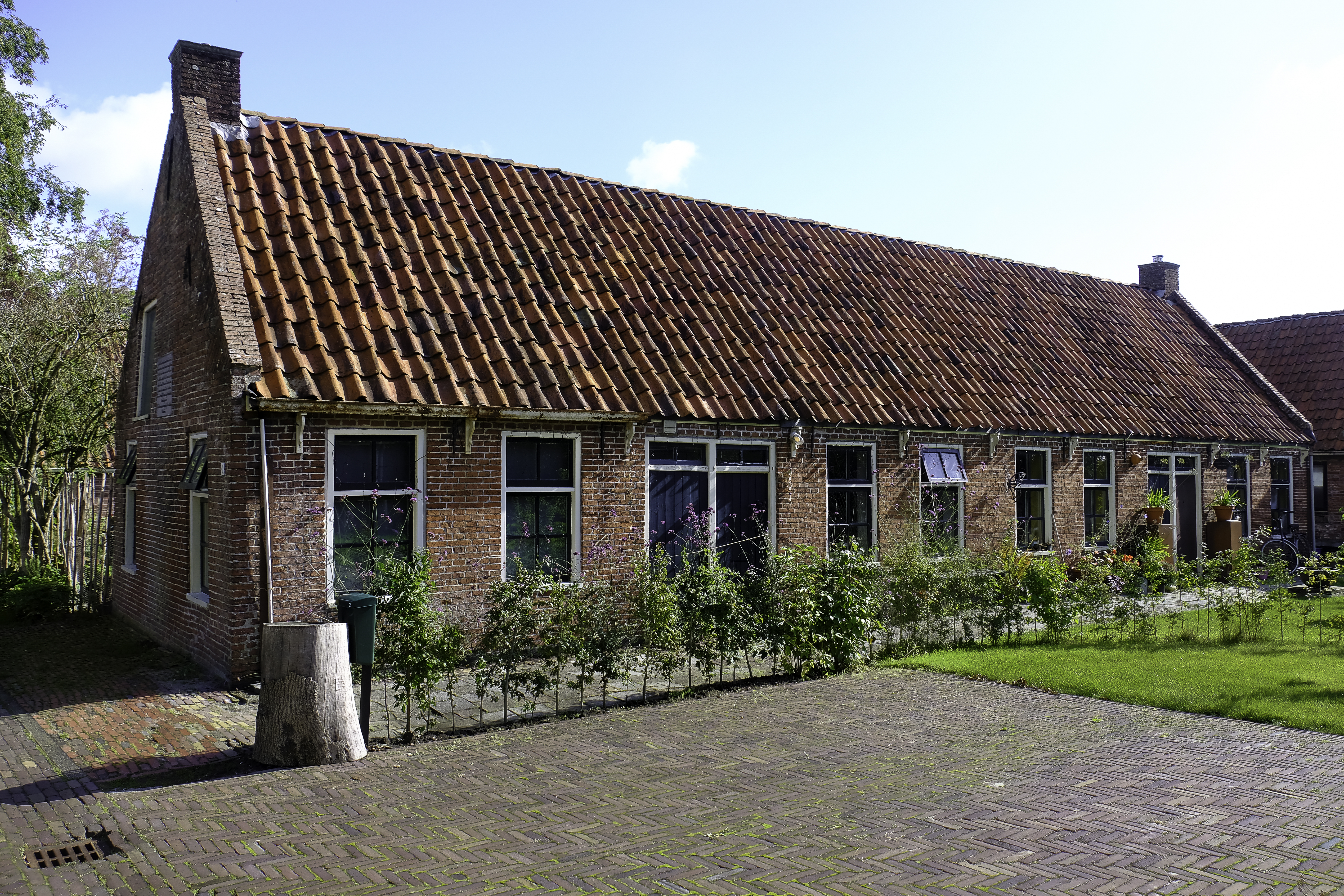
Voorzijde diaconiewoningen

### Boerderijen
Buiten het dorp staat aan de Smedemaweg 3 de in de 16e eeuw gebouwde kop-hals-rompboerderij Melkema, die op de plaats staat van het net als de Fraamborg in de 14e eeuw genoemde (aangenomen) steenhuis Melkema (in 1326 genoemd als 'gerechtigde heerd'). De boerderij vormde het stamhuis van de doopsgezinde familie Huizinga, die het tot centrum maakten van doopsgezinde activiteiten tijdens de republiek. De boerderij werd verschillende malen verbouwd, zoals rond 1750, in 1762 (gevelsteen achterzijde; toen de grote schuur werd verlengd), 1820, 1858 en rond 1900. In de jaren 1970 was de boerderij zo erg vervallen, dat gedacht werd aan sloop, maar uiteindelijk werd gekozen voor restauratie. De singels en grachten zijn bij een recente restauratie teruggebracht in 18e-eeuwse stijl. De boerderij deed later dienst als restaurant en partycentrum. Sinds de aardbeving in Huizinge, op 12 augustus 2012, staat de boerderij in de stutten. De boerderij heeft ernstige schade en is nu in bezit van de NAM. In de boerderij staat een oude rosmolen. De kop-hals-rompboerderij  't Hoge Schot aan de Smedemaweg 5 werd in 1942 getroffen door een bom en brandde deels af, maar werd in 1949 weer hersteld. Verder staan er nog een aantal 19e-eeuwse boerderijen rond het dorp, waaronder de Oldambtster boerderij met eclectische elementen Framaheerd (1875) aan de Huizingerweg 2 en de eveneens met eclectische elementen versierde boerderij met laag dwarshuis Eenkemaheerd (ca. 1880) aan de E.L. Ubbensweg 9.

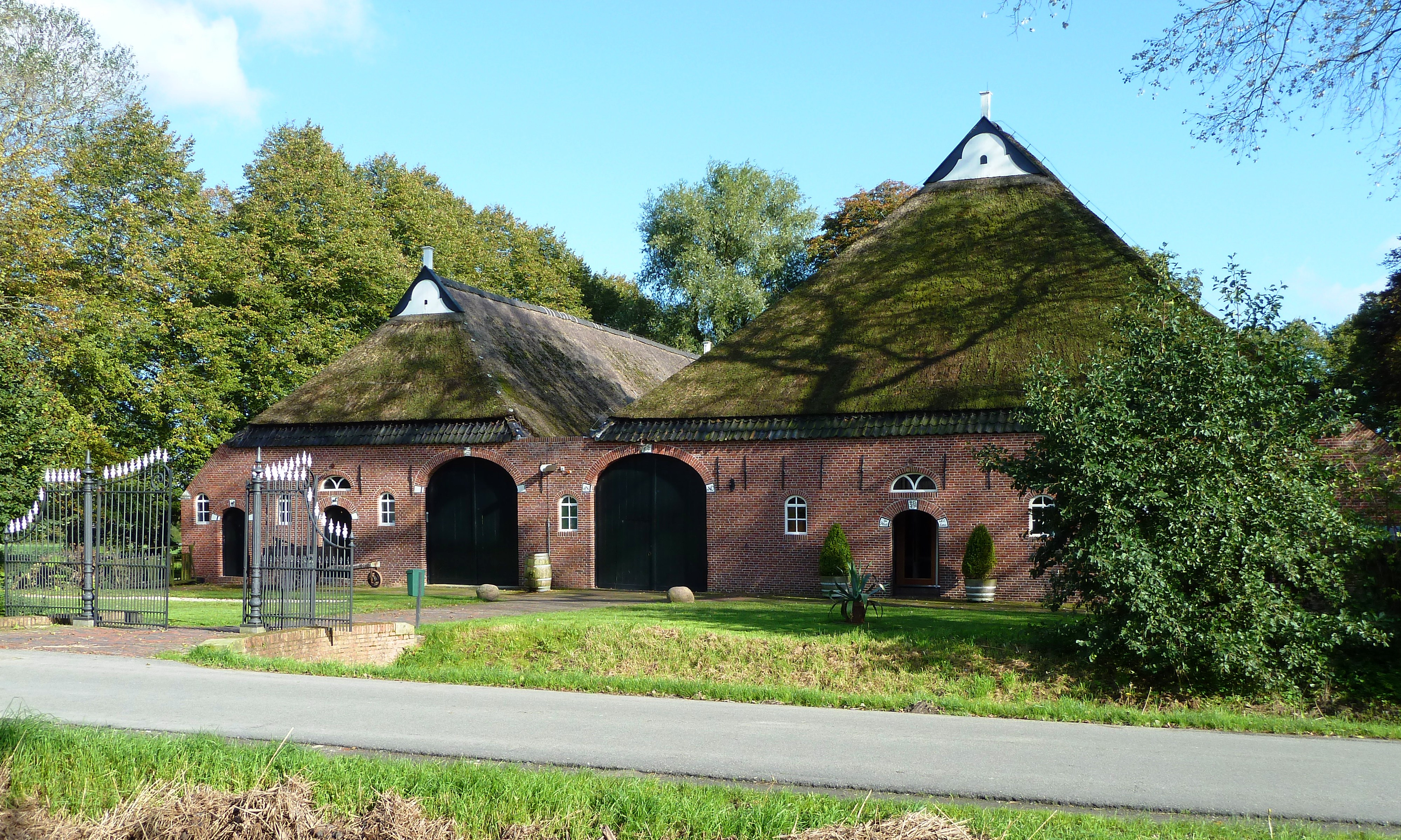
Boerderij Melkema (achterzijde)
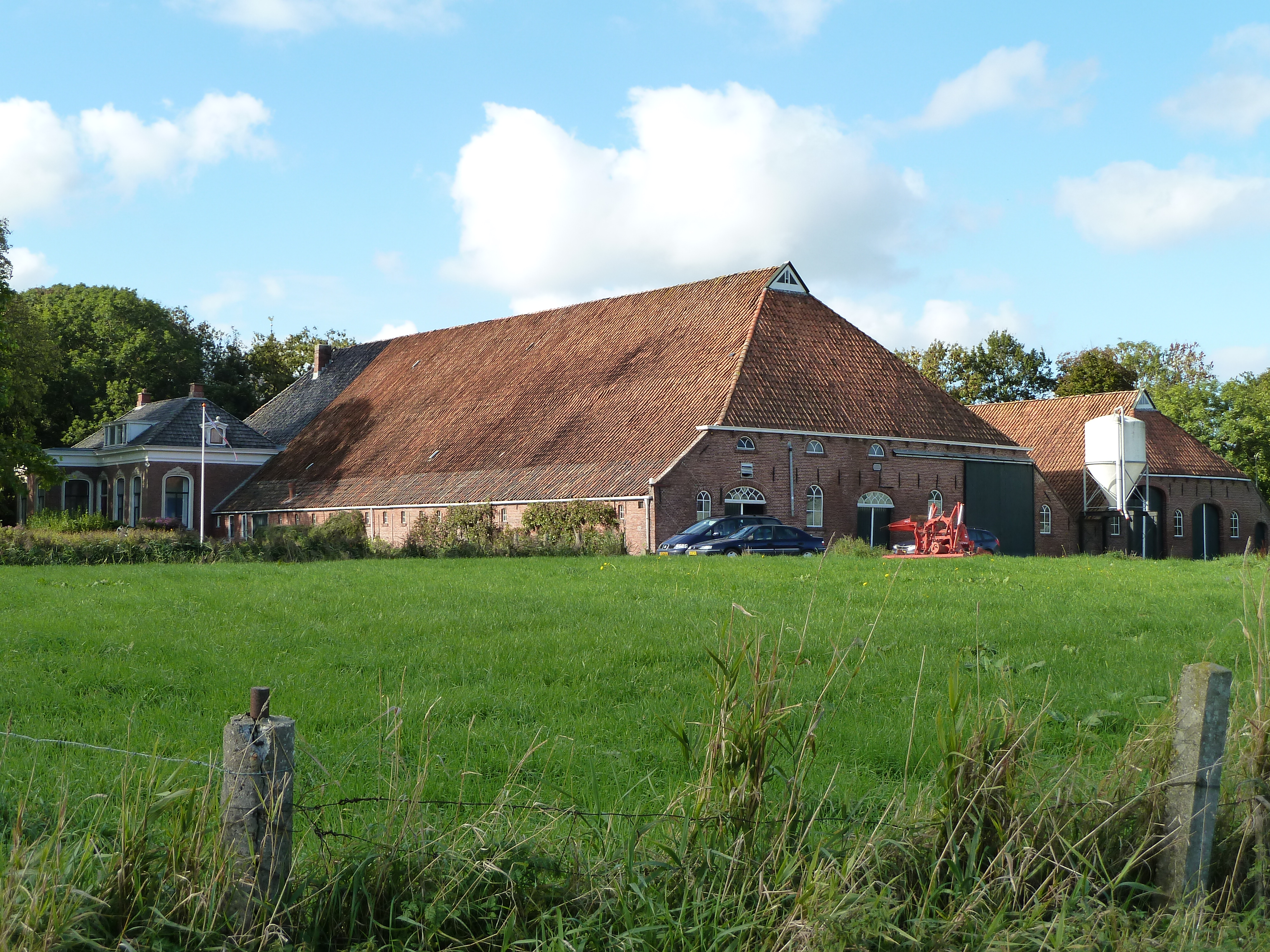
Boerderij Eenkemaheerd

### Begraafplaats
De begraafplaats buiten het dorp aan de E.L. Ubbensweg 4 dateert uit 1916 en vormt een monument, inclusief het markante baarhuisje (met 1 keperboog aan voorzijde en 2 aan achterzijde) en het toegangshek met jaartal.

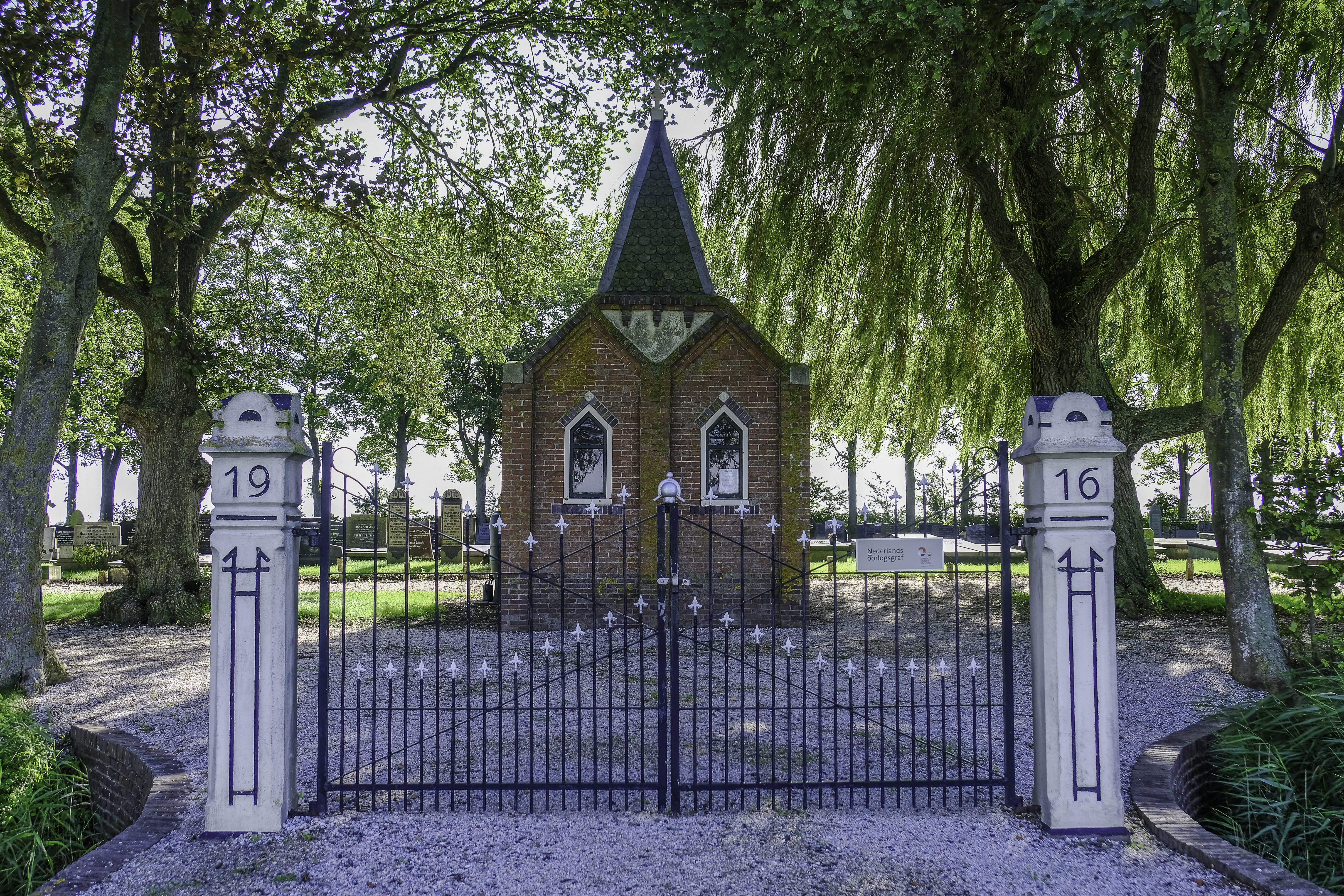
Toegangshek naar en baarhuisje van de begraafplaats